# Guillaume Mauget
Guillaume Mauget, ou Maugel, Manget, Mauguet, Maget, originaire de Saint-Valery-en-Caux, mort après 1576, est un pasteur français, fondateur de l’église réformée de Montpellier et de Nîmes.
Dès son arrivée à Nîmes, le 29 septembre 1559, Mauget, que Mesnard peint comme un homme « vif, plein d’esprit, assez éloquent, mais surtout ardent et zélé au dernier point pour sa doctrine. », s’était mis à y prêcher dans le jardin d’un particulier. Bientôt, ses succès et le nombre toujours croissant d’auditeurs qui se pressaient à ses prédications l’y mirent à l’étroit. À la tête des partisans des nouvelles opinions, il s’empara de l’église de Saint-Étienne de Capduel. Cet acte de violence fournit à Villars un motif légitime pour le chasser de Nîmes.
Mauget se retira à Montpellier, où il érigea une église, le 8 février 1560. Aigrefeuille rapporte que François Maupeau, son parent, fut établi diacre avec Claude Formy ; Georges Crouzier, étudiant en médecine, et Bonnail, bourgeois de la ville, furent nommés surveillants. Rappelé à Nîmes après la mort de François II, Mauget laissa l’église naissante sous la direction du consistoire, en attendant l’arrivée du ministre qu’il avait demandé à Genève. Le consistoire genevois renvoya à Montpellier Jean Chassanion, que Mauget alla installer.
De retour à Nîmes, le premier soin de Mauget fut d’y organiser l’église. À cet effet, il tint une assemblée dans la maison du serrurier Jean Maurin, le 23 mars 1564, où l’on procéda à l’élection d’un consistoire où furent élus membres avec le titre de diacres : Pierre de La Jonquière, Pierre Fournier, Pierre Maltrait, Étienne Georges, et avec celui de surveillants : Pierre Chabot, Louis Bosquier, Armand Alizol, Jean Bertrand, Jacques Nicolas, Pierre Malmazet, Domergue Ongle, Robert Aymés, Étienne Ranchon, Antoine Sigalon et où fut décidée en même temps la fondation d’une école de théologie. Mauget en fut nommé le directeur. Les premiers étudiants furent Pierre Chabot, Pierre de La Jonquière, Pierre Maltrait, Étienne Georges, Trophime Picheronel, Jean Rouger.
S’enhardissant peu à peu, Mauget recommença à prêcher publiquement. Les officiers de police voulurent s’opposer à cette violation des édits et ordonnances. Ils arrêtèrent même les principaux d’entre les novateurs mais, loin de se laisser intimider, les Huguenots, au nombre de 1 200, s’assemblèrent à l’École-Mage, y célébrèrent la Cène, et, de plus en plus confiants en leurs forces, ils se saisirent de l’église de Saint-Matthieu. Le juge criminel força l’assemblée à se disperser. Cependant la fermentation ne fit que s’accroitre, le peuple prit les armes, et les magistrats, au nombre desquels siégeait le juge-mage Montcamp, qui favorisait secrètement la Réforme, cédèrent et se contentèrent, ainsi que l’évêque, d’avertir la Cour de l’état des choses.
Dès qu’ils se trouvèrent en possession paisible de l’exercice public de leur culte, les Protestants rentrèrent d’eux-mêmes dans le devoir. Les habitants de Nîmes, convoqués en assemblée générale, adressèrent vers ce temps au vicomte de Joyeuse une lettre disant que : « Depuis quelques jours, y lit-on, il se fait de jour des assemblées ès maisons privées, sans armes, avec un ministre qui prêche à grand troupe de gens de toute qualité, tant de la ville que des étrangers, faisant prières et chantant les psaumes de David, sans aulcune insulte, sédition et trouble. » 
Mauget, à qui deux collègues, Pierre de Laserre et Jean Mutonis, furent successivement adjoints pour l’aider dans l’accomplissement de ses devoirs pastoraux de plus en plus multipliés, fut chargé, le 10 novembre 1561, d’aller fonder une église à Villeneuve-lès-Avignon, où la Réforme avait aussi trouvé un certain nombre de partisans.
Peu de temps après le retour de Mauget à Nîmes, y arriva la nouvelle du massacre de Wassy. Le conseil de ville ordonna sur le champ que les cloches des couvents seraient apportées à l’hôtel-de-ville pour être fondues et converties en canons, et que les couvents, qui ne renfermaient que peu ou pas de moines, seraient loués au profit du roi. De son côté, le consistoire, qui tendait déjà depuis quelque temps, à empiéter sur l’autorité civile, et que l’on avait vu, dès le mois d’octobre précédent, ordonner des levées d’argent, nommer des capitaines de quartiers, prescrire d’autres mesures rentrant essentiellement dans les attributions de la municipalité, accueillit avec empressement la proposition qui lui fut faite, le 28 mars 1562, par Chanterenard au nom de l’église de Paris, de former une ligue défensive « contre les adversaires. » Ce fut probablement à son instigation que l’ordre fut donné, le 31 juillet, à tous les prêtres qui refuseraient de se convertir, de sortir de la ville. Cependant Nîmes ne joua qu’un rôle secondaire dans la première guerre de religion, et il ne parait pas que Mauget y ait pris aucune part.
Il continua à remplir paisiblement les fonctions de son ministère, auxquelles il joignit, non sans quelque opposition, en 1563, celle de principal du Collège des arts, comme successeur de Guillaume Tuffan. S’étant, ainsi que ses collègues du consistoire, opposé de tout son pouvoir au massacre de la Michelade, il jugea néanmoins prudent de s’éloigner, avec son collègue Pineton de Chambrun, de la ville lorsque les catholiques, dont il pouvait craindre la vengeance, redevinrent les maitres de Nîmes. 
Retourné dans son église deux ans plus tard, à la conclusion de la paix, en 1570, il assista encore au Synode national de Nîmes ; mais bien qu’il ait vécu au moins jusqu’en 1576, on ne rencontre plus son nom depuis ce synode.

## Sources
- E. Haag, La France protestante : ou Vies des protestants français qui se sont fait un nom dans l’histoire depuis les premiers temps de la réformation jusqu’à la reconnaissance du principe de la liberté des cultes par l’Assemblée nationale, t. 7, Paris, Joël Cherbuliez, 1857, 560 p. (lire en ligne), p. 337-8.